# La vetta degli dei (film)
La vetta degli dei (Le Sommet des dieux) è un film d'animazione del 2021 diretto da Patrick Imbert.
La pellicola riprende il manga di Jirō Taniguchi del 2000 La vetta degli dei a sua volta tratto dal romanzo del 1998 di Baku Yumemakura.
Il film è stato presentato al 74º Festival di Cannes nella rassegna Cinéma de la plage.

## Trama
Il fotoreporter e alpinista Fukamachi Makoto, al termine di una spedizione sull'Himalaya, viene avvicinato da un nepalese che vuole vendergli la macchina fotografica appartenuta a George Mallory, alpinista britannico scomparso nel 1924 cercando di conquistare la vetta dell'Everest.
Fukamachi rifiuta pensando si tratti di un millantatore ma poi più tardi nota che lo stesso uomo viene aggredito da un tale che riprende l'oggetto che, a quanto pare gli apparterrebbe. Il fotoreporter ha riconosciuto nell'uomo, Habu Joji, scalatore giapponese di grandissimo talento da tempo scomparso dalla circolazione.
Tornato in Giappone Fukamachi avvia una indagine personale alla ricerca di Habu, convinto di risalire a quel cimelio che potrebbe addirittura svelare il mistero dietro la scomparsa di Mallory, e la circostanza non secondaria del fatto che possa essere morto dopo aver raggiunto la vetta dell'Everest, che anticiperebbe di 29 anni la conquista ufficiale di questa vetta, modificando così la storia dell'alpinismo.
Alla ricerca di Habu ne viene ripercorsa l'intera vita, segnata da un'ossessione per l'alpinismo e la continua sfida, portata avanti sempre in solitaria e contro ostacoli e disgrazie. A segnare in particolare la vita di Habu è la tragedia in cui morì il giovane Buntaro, un ragazzo cui lui straordinariamente dette fiducia facendosi affiancare, e della cui sventurata fine si sentirà sempre responsabile.
La morte di Tsuneo Hase, il suo più valido concorrente, mentre cercava di scalre in solitaria la parete sud-ovest dell'Everest, rende chiaro ad Habu quale debba essere la sua sfida.
Fukamachi, sulle sue tracce, raggiunge il Nepal e capisce perfettamente l'obiettivo di Habu. Pertanto si propone di seguirlo documentando la sua impresa, mentre non riesce ad avere alcuna informazione sul cimelio di Mallory.
Accettata la proposta del fotoreporter, la spedizione di Habu parte con le regole rigidissime date per questa circostanza. In un passaggio estremamente difficoltoso, il maltempo improvviso mette a repentaglio la vita di entrambi. Habu rivede lo spettro di Buntaro ma stavolta, andando contro i suoi stessi principi, mette a repentaglio la propria vita per salvare il collega in difficoltà, riuscendoci. A questo punto Fukamachi torna al campo base mentre Habu tenta un disperato attacco alla vetta.
Fukamachi torna sano e salvo mentre Habu riesce nella sua impresa ma poi è sopraffatto dal maltempo non tornando più indietro.
Il fotoreporter riceve dallo sherpa di Habu la tanto desiderata macchina fotografica che, come ebbe a raccontargli lo stesso nel bivacco dopo la disavventura sotto la vetta dell'Everest, era realmente di Mallory, del quale lui aveva scoperto il corpo in una precedente solitaria spedizione non completata.
Tornato in Giappone, Fukamachi sviluppa le fotografie contenute nella pellicola, coronando la propria personale sfida.

## Distribuzione
Dopo la presentazione a Cannes nel luglio 2021 e una distribuzione nei cinema francesi nel successivo settembre, a fine novembre è uscito nei cinema di Stati Uniti e Regno Unito, quindi dal 30 novembre è stato distribuito internazionalmente sulla piattaforma Netflix.

## Riconoscimenti
Premio César - 2022
Miglior film d'animazione